# Guillermo López
Guillermo López Matturo (Montevideo, 15 gennaio 2003) è un calciatore uruguaiano, attaccante del Boston River in prestito dal Nacional.

## Caratteristiche tecniche
È una punta centrale.

## Carriera

### Club
Cresciuto nel settore giovanile del Nacional, nel 2023 viene ceduto in prestito annuale al Rentistas. Nella stagione seguente ritorna al Nacional ed esordisce in prima squadra.

### Nazionale
Nel 2022 prende parte ai Giochi sudamericani, con l'Uruguay Under-20 che conclude la manifestazione al quarto posto.